# Музей Новой Каледонии
Музей Новой Каледонии — музей в городе Нумеа, посвящённый археологии и этнологии местного населения, преимущественно народа канаков. Здание музея вдохновлено культурой Океании.